# Çayeli (district)
Çayeli is een Turks district in de provincie Rize en telt 42.109 inwoners (2007). Het district heeft een oppervlakte van 457,6 km². Hoofdplaats is Çayeli.
De bevolkingsontwikkeling van het district is weergegeven in onderstaande tabel.

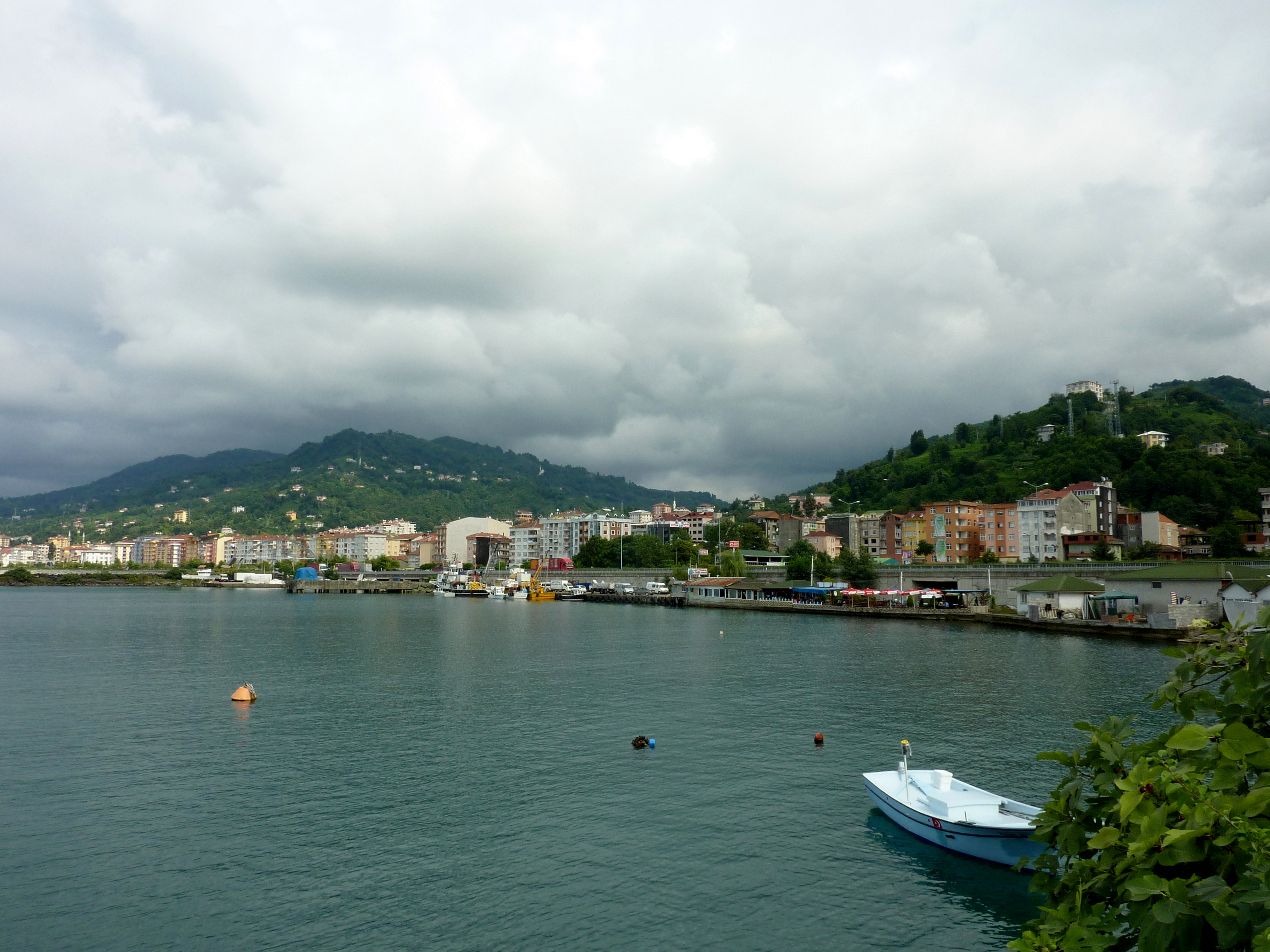
Uitzicht op Çayeli

| 1997   | 2000   | 2007   |
| ------ | ------ | ------ |
| 48.138 | 51.816 | 42.109 |